# Front Popular d'Alliberament Oromo
El Front Popular d'Alliberament Oromo/Oromo Peoples Liberation Front OPLF, és una organització política d'Etiòpia d'àmbit regional i ètnic oromo.
El 1989 el cap històric dels somalis de Bale, l'autoanomenat general Wako Gutu, que havia dirigit la guerrilla de Bale (1963-1972) i el Front d'Alliberament Somali Abo (1973-1989), va formar una facció que va agafar el nom de Front de Líders Populars Units Oromo/United Oromo People's Leadership Front UOPLF, o simplement Líders Populars Units Oromo/United Oromo People's Leadership UOPL. Wako Gutu i el UOPL es va aliar al Front Popular d'Alliberament del Tigre i el 1991 va constituir un grup polític nou anomenat Front Popular d'Alliberament Oromo sota la seva direcció i la de Abajebel Tahiro i Haji Mohammed Quta. El març de 1994 es va rebatejar com Front Popular d'Alliberament Unificat Oromo/United Oromo People's Liberation Front (probablement perquè es va unir a algun altre grup), si bé una facció va conservar el nom original.
El setembre del 2000 aquesta facció que mantenia el nom original es va integrar el ULFO (Forces Unides d'Alliberament d'Oròmia) que no va reeixir i ja no funcionava el 2003. Va participar després al segon ULFO el 2010 unit al Consell d'Alliberament d'Oròmia com a Consell del Front Popular d'Alliberament d'Oròmia (es van unir a finals de novembre de 2006).